# Juiced 2: Hot Import Nights
Juiced 2: Hot Import Nights est un jeu vidéo de course de type arcade sorti en septembre 2007 sur  PlayStation 2, PlayStation 3, Xbox 360, PC, Nintendo DS et Sony PSP. Il a été édité par THQ. Il s'agit de la suite de Juiced sorti en 2005 et de Juiced: Eliminator sorti sur PSP en 2006.

## Système de jeu
Juiced 2: Hot Import Nights est un jeu de course urbain associant Course VS et Drift.

## Liste des voitures utilisables
Le jeu comprend 109 différents modèles de voitures jouables.
- Japonaises :
  - Acura :
    - Acura Integra Type-R '99
    - Acura NSX '99
    - Acura NSX '04
    - Acura RSX Type-S '04

  - Honda :
    - Honda Civic Type-R '02
    - Honda CR-X SiR '88
    - Honda NSX '99
    - Honda NSX '04
    - Honda S2000 '05
    - Honda Civic Si '06

  - Infiniti :
    - Infiniti G35 Sport Coupé '02

  - Mazda :
    - Mazdaspeed 3 '05
    - Mazda MX-5 '04
    - Mazda RX-7 '99
    - Mazda RX-8 '04

  - Mitsubishi :
    - Mitsubishi 3000GT '99
    - Mitsubishi GTO Twin Turbo '99
    - Mitsubishi Eclipse Coupé '03
    - Mitsubishi Eclipse GSX '99
    - Mitsubishi Eclipse GT '06
    - Mitsubishi FTO V6 GPX '97
    - Mitsubishi Lancer Evolution VIII(8) GSX '04
    - Mitsubishi X(10) Prototype '07

  - Nissan :
    - Nissan 200SX '97
    - Nissan 300ZX V6 Turbo '92
    - Nissan 350Z '07
    - Nissan Silvia S15 Spec-R '99
    - Nissan Skyline R32 '91
    - Nissan Skyline R33 '97
    - Nissan Skyline R34 GT-R '99

  - Subaru :
    - Subaru Impreza WRX '02
    - Subaru Impreza WRX STI '05

  - Toyota :
    - Toyota Celica GT-Four '94
    - Toyota Celica SS2 WTI T Sport '02
    - Toyota MR2 G-Limited '94
    - Toyota MR2 Spyder '04
    - Toyota Scion TC '05
    - Toyota Supra '95
    - Toyota Trueno AE86 '86
- Françaises :
  - Citroën :
    - Citroën C2 VTR '04

  - Peugeot :
    - Peugeot 206 GTI '05

  - Renault :
    - Renault Clio Sport V6 '05
    - Renault Megane Sport '05
- Italiennes :
  - Fiat :
    - Fiat Coupé 2.0 Turbo '98

  - Pagani :
    - Pagani Zonda F Roadster '06

  - Ferrari :
    - Ferrari F50
    - Ferrari 360 Modena
    - Ferrari F430
    - Ferrari 456
    - Ferrari Enzo Ferrari

  - Lancia
    - Lancia Delta EVO Integrale
- Coréennes du Sud
  - Hyundai :
    - Hyundai Coupé '03
    - Hyundai Tiburon V6 Coupé '03
- Espagnoles :
  - Seat
    - Seat Léon Cupra R '05
- Allemandes :
  - Audi
    - Audi S3 '03 et '05
    - Audi S4 '03 et '05
    - Audi TT Turbo Quattro '01
    - Audi TT Coupé '06

  - BMW
    - BMW M3 '01
    - BMW M3 CSL '01
    - BMW M3 GTR '01
    - BMW M6 '06
    - BMW Z4 '06

  - McLaren
    - McLaren F1 '96

  - Vauxhall
    - Vauxhall Astra VXR '04

  - Volkswagen
    - VW Beetle '98
    - VW Corrado VR6
    - VW Golf IV R32 '03
    - VW Golf V GTI '04
    - VW Jetta MK4 VR6 '02
    - VW Phaeton '03

  - Porsche :
    - Porsche 911 (996)
    - Porsche 911 (964)
    - Porsche 928
    - Porsche 944
    - Porsche Boxster
    - Porsche Carrera GT
    - Porsche Cayman S
- Anglaises :
  - Ascari
    - Ascari KZ-1 '03

  - Aston Martin
    - Aston Martin Vanquish '06
    - Aston Martin DB9 Volante '05

  - Lotus
    - Lotus Exige '03

  - TVR
    - TVR Sagaris '04
- Américaines :
  - Chevrolet
    - Chevrolet Camaro SS '69
    - Chevrolet Camaro Z28 '71
    - Chevrolet Corvette '68
    - Chevrolet Corvette Z06 '02
    - Chevrolet Corvette Z51 '05

  - Delorean
    - Delorean DMC-12

  - Dodge
    - Dodge Charger R/T '69
    - Dodge Charger RT '06
    - Dodge SRT-4 '04
    - Dodge Viper GTS '00
    - Dodge Viper SRT10 '05

  - Ford
    - Ford Mustang Fastback '67
    - Ford SVT '03
    - Ford Gran Torino '76
    - Ford Mustang GT '05
    - Ford Mustang GT '99
    - Ford Falcon XR8 '05

  - Jeep
    - Jeep Grand Cherokee 5,9 V8 '98
    - Jeep Grand Cherokee 5,9 V8 '00

  - Lexus
    - Lexus IS300 '01

  - Plymouth
    - Plymouth Barracuda 440 '70

  - Pontiac
    - Pontiac Firebird '71
    - Pontiac G6 Coupé '06
    - Pontiac GTO Judge '69
    - Pontiac GTO '04

  - Saleen
    - Saleen S281 '06
    - Saleen S7 '05

  - Chrysler (entreprise)
    - Chrysler PT Cruiser GT '01
    - Chrysler 300C SRT-8 '07
    - Chrysler Crossfire SRT-6 '04
    - Chrysler ME Four-Twelve '04
    - Chrysler Sebring Convertible '02
- Autres :
  - Holden
    - Holden GTO '05

  - Koenigsegg
    - Koenigsegg CCX '06

  - Melling
    - Melling Hellcat '06